# 瑞典鄉土防衛隊
鄉土防衛隊（瑞典語：Hemvärnet）是瑞典的地方防禦部隊，名稱取自瑞典語的「家鄉」（hem）和「保衛」（värn）。鄉防隊源自於早期瑞典的民兵部隊，1940年5月時在瑞典國會授意之下創立，目前該部隊共有12個團，下轄的40個營共由約150個連組成
瑞典鄉防隊裝備以AK-4步槍和AW狙擊步槍為主，另有少量Ak 5突擊步槍，另有迫擊炮、火箭筒等中型裝備，車輛以Volvo C303機動車和Bandvagn 206雪地車為主另有民間車輛徵用。
一個鄉土防衛營通常由一個營部排、2-4個突入連（insatskompani）以及1-2個衛兵連（bevakningskompani）所組成（突入連的訓期及篩選條件較為嚴格，並編制有運輸裝備）。部分鄉土防衛營編制有空中分隊（配備塞斯納172）、戰鬥小艇排（配備CB90攻擊快艇）、交通管制排、偵蒐排、後勤分隊、核生化防護排、工兵排、樂隊。

## 外部連結
- Official website （页面存档备份，存于） （瑞典文）
- Official website （页面存档备份，存于） （英文）
- Swedish Armed Forces （页面存档备份，存于）
- Unofficial website （页面存档备份，存于）
- （页面存档备份，存于）

1. ↑   （页面存档备份，存于）,Hemvärnet